# IRAS 19340+2016
IRAS 19340+2016 — область звездообразования, которая находится в созвездии Лисичка на расстоянии около 11 тысяч световых лет от нас.

## Характеристики
В IRAS 19340+2016 происходит формирование звёзд с протопланетными дисками, в которых со временем образуются планеты. Этот регион звездообразования скрыт от земного наблюдателя плотными облаками пыли, однако его можно исследовать в инфракрасном диапазоне. Впервые его зарегистрировал орбитальный телескоп IRAS в 1983 году. На снимках, сделанных космическим телескопом «Спитцер», синий цвет соответствует излучению на длине волны 3,5 мкм, зелёный — 8 мкм, а красный — 24 мкм. Зелёный цвет указывает на содержание органических молекул, а красный — на разогретые частицы пыли. Рядом с IRAS 19340+2016 расположен другой регион звездообразования под наименованием IRAS 19343+2026.
Из-за внешнего сходства со звездолётами сериала «Звёздный путь» команда астрономов, работающих с телескопом «Спитцер», дала неофициальные названия обоим регионам в честь кораблей «Энтерпрайз»: IRAS 19340+2016 назван в честь NCC-1701, а IRAS 19343+2026 — в честь NCC-1701-D. Это было приурочено к 50-летнему юбилею со дня выхода первой серии знаменитого телесериала.